# 土浦市立宍塚小学校

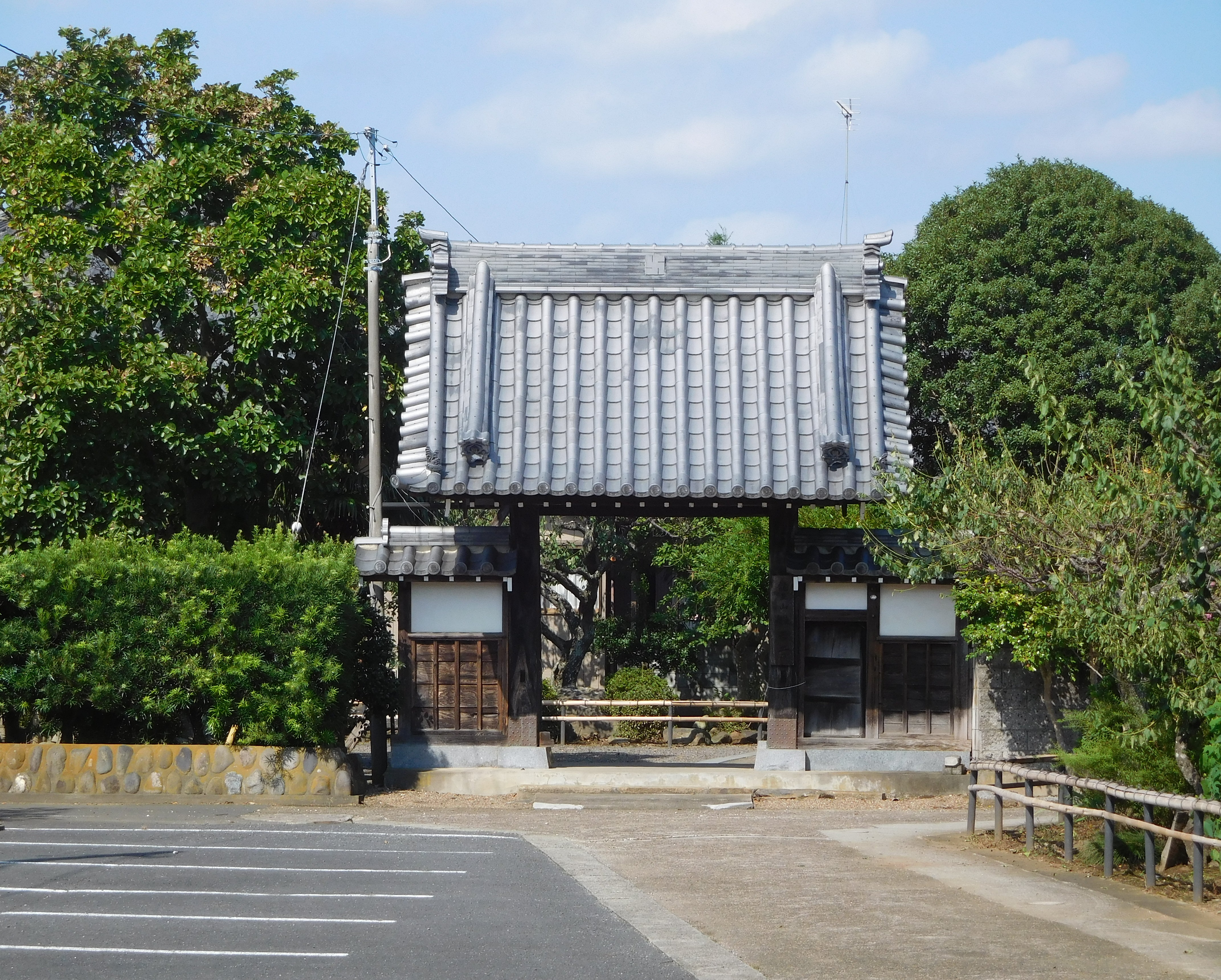
初代校舎に利用された般若寺（2019年）

土浦市立宍塚小学校（つちうらしりつ ししつかしょうがっこう）は、茨城県土浦市宍塚にかつて存在した公立小学校。

## 沿革
（この節の出典）
- 1877年（明治10年）9月‐宍塚村の般若寺に宍塚小学校が設立。
- 1887年（明治20年）‐下高津小学校の分教場となる。
- 1889年（明治22年）‐中家村が設立。中家尋常小学校宍塚分校と改称。
- 1895年（明治25年）‐宍塚尋常小学校が新しく設置。
- 1902年（明治35年）‐暴風雨で宍塚尋常小学校の校舎が倒壊。
- 1909年（明治42年）‐新校舎が竣工。
- 1935年（昭和10年）‐青年学級を新設する。
- 1941年（昭和16年）‐宍塚国民学校と改称。
- 1947年（昭和22年）‐土浦市立宍塚小学校と改称。
- 1981年（昭和56年）‐新校舎が竣工（2回目）。
- 1996年（平成8年）‐体育館が竣工。
- 2014年（平成26年）‐児童数の減少に伴い、土浦市立土浦小学校に統合。
  - 3月26日‐閉校式を開催。
  - 3月31日‐この日をもって正式に閉校。136年の歴史に幕を閉じた。

## 旧通学区域
（この節の出典）
- 宍塚
- 飯田
- 矢作
- 粕毛
- 佐野子

## 跡地利用
閉校から5年を前にした2019年（平成31年）2月になって跡地利用が発表され、校舎を改修した上で、真鍋の土浦市教育相談室を移転し、市内3か所に分散保管していた公文書を1か所に集めた公文書書庫として利用することになった。教育相談室は同年（令和元年）10月上旬から旧宍塚小学校2階で業務を開始する予定である。